# Helmut Wilberg
Helmut Wilberg (Berlino, 1º giugno 1880 – Dresda, 20 novembre 1941) è stato un militare tedesco.

## Biografia
Wilberg, ebreo, iniziò la propria carriera militare il 18 aprile 1899 quando venne ammesso nel Füsilier-Regiment von Gersdorff (Kurhessisches) Nr. 80 per poi essere promosso tenente il 27 gennaio 1900. Promosso primo tenente il 18 ottobre 1909, nel 1911 scrisse Die Fliegeraufklärung im Kaisermanöver 1911, ihr Wert und Einfluß auf die Führung im Vergleich zur Kavallerieaufklärung. Nel 1913 si iscrisse nelle file dell'aviazione tedesca divenendo uno dei primi piloti ad ottenere il brevetto ufficiale. Quando scoppiò la guerra, era già a capo dell'11 dipartimento di aviazione e divenne quindi Capitano comandante della 4ª armata aerea.
Dopo la guerra continuò la propria carriera nel Reichswehr divenendo comandante a Breslavia. Negli anni seguenti partecipò ai lavori segreti per la ricostruzione dell'aeronautica militare tedesca in Unione Sovietica dopo che il Trattato di Versailles ne aveva vietato espressamente la costituzione per la Germania. Nel 1934 passò definitivamente alla neonata Luftwaffe e prestò servizio col grado di Colonnello al ministero per l'aviazione di Goering. Promosso Generale divenne uno dei massimi strateghi del Blitzkrieg. Morì il 20 novembre 1941 in un incidente aereo nei pressi di Dresda.